# Hannoversches Straßenbahn-Museum

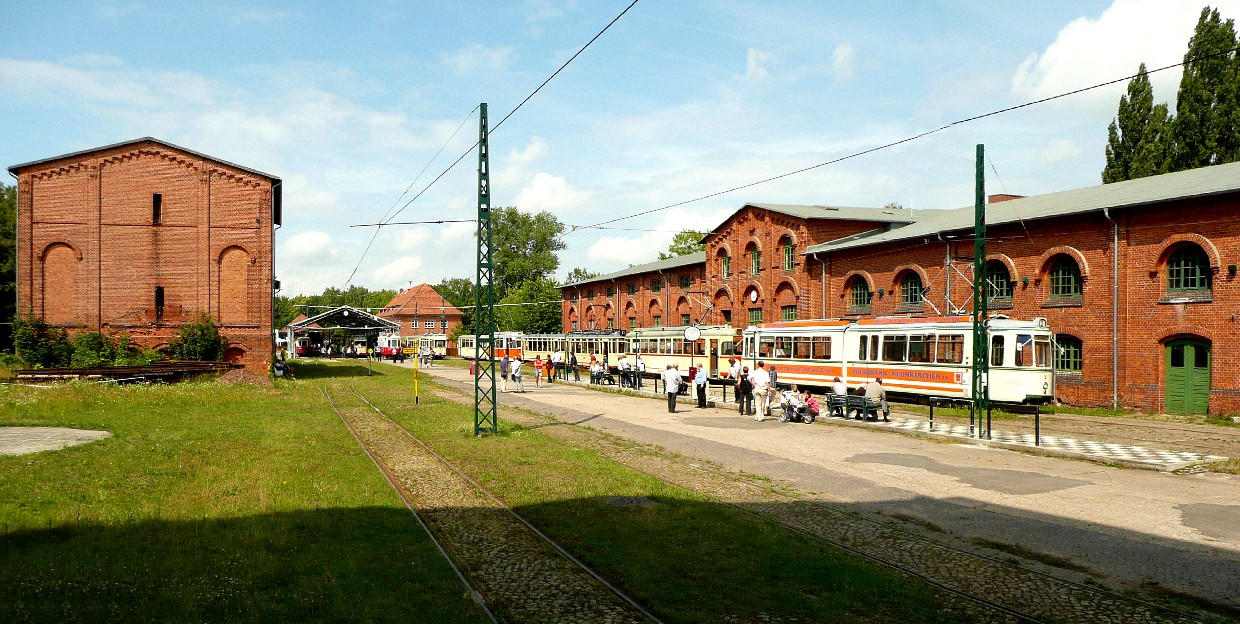
Museumsgelände

Das Hannoversche Straßenbahn-Museum (HSM) ist ein Museum für Straßenbahnen und verwandte Fahrzeuge in Wehmingen, einem Ortsteil von Sehnde südöstlich von Hannover. Das Museum wird in privater Trägerschaft und durch ehrenamtliche Tätigkeit vom Verein Hannoversches Straßenbahn-Museum e. V. betrieben. Standort ist das Gelände des ehemaligen Kalibergwerks Hohenfels in Wehmingen, das unter Denkmalschutz steht.

## Geschichte

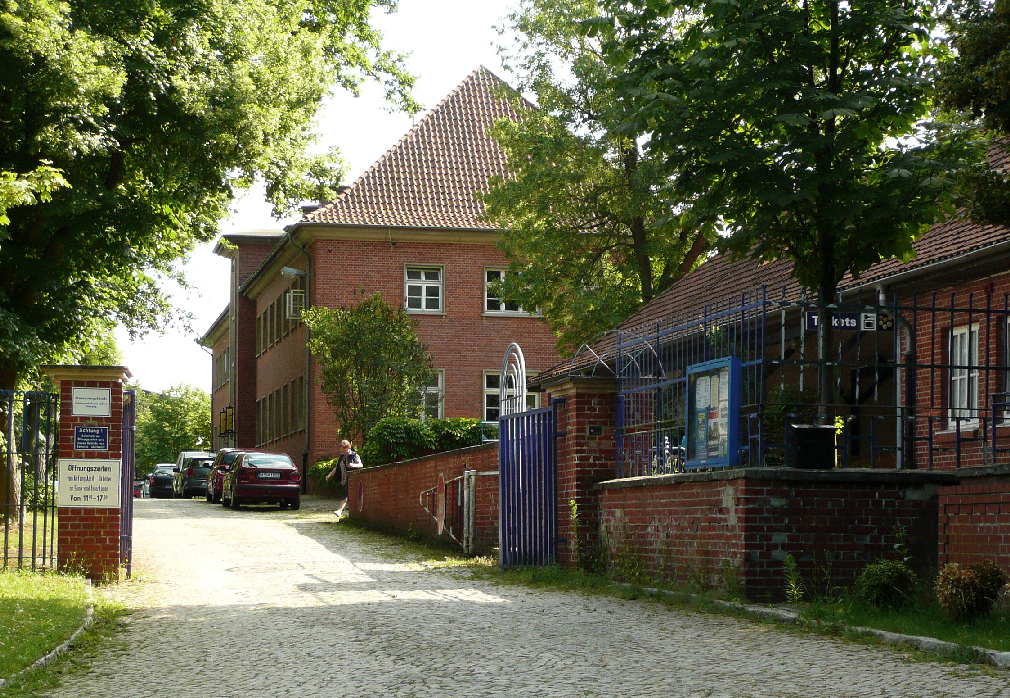
Museumseingang

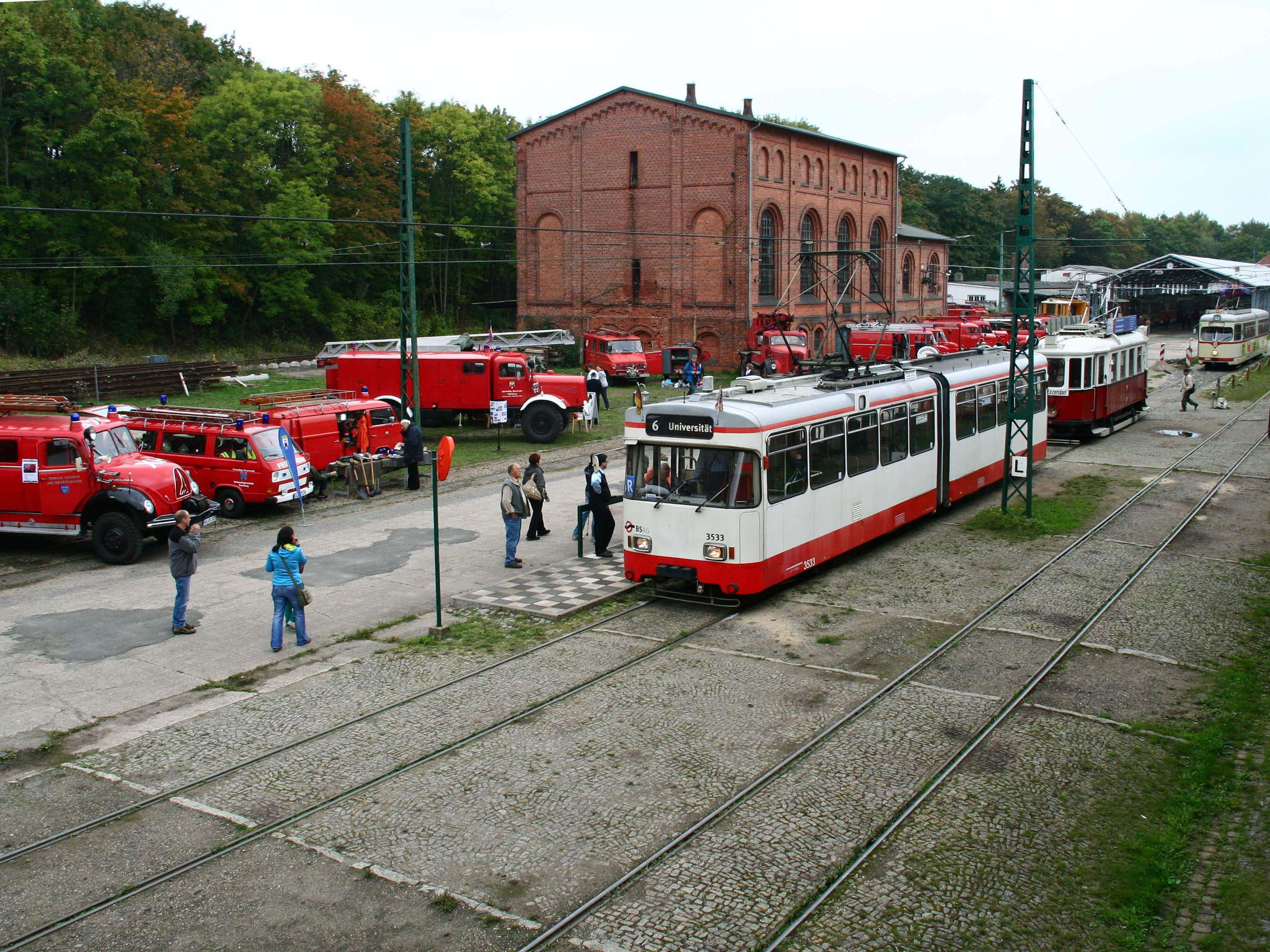
Blick über einen Teil des Museumsgeländes zur Veranstaltung „Feuerwehrtag“ 2013. In der Mitte das alte Maschinenhaus, hinten die 2006 gebaute offene Fahrzeughalle.

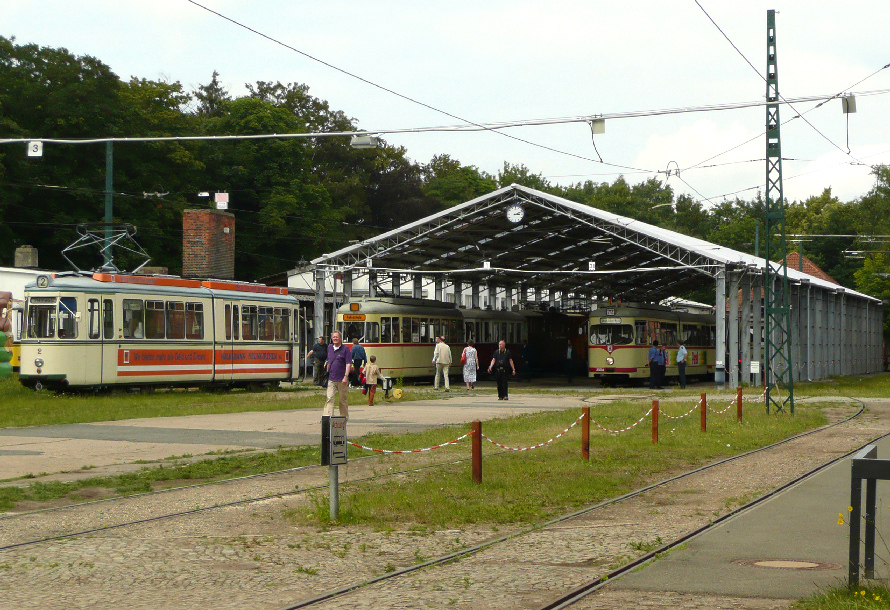
Gelände mit Hallenüberdachung

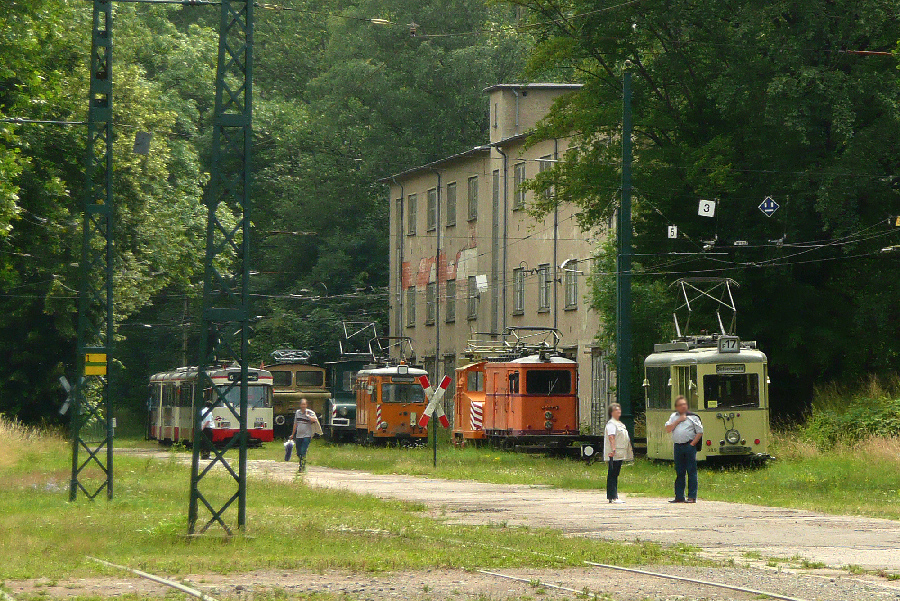
Gleisstrecke auf dem Museumsgelände

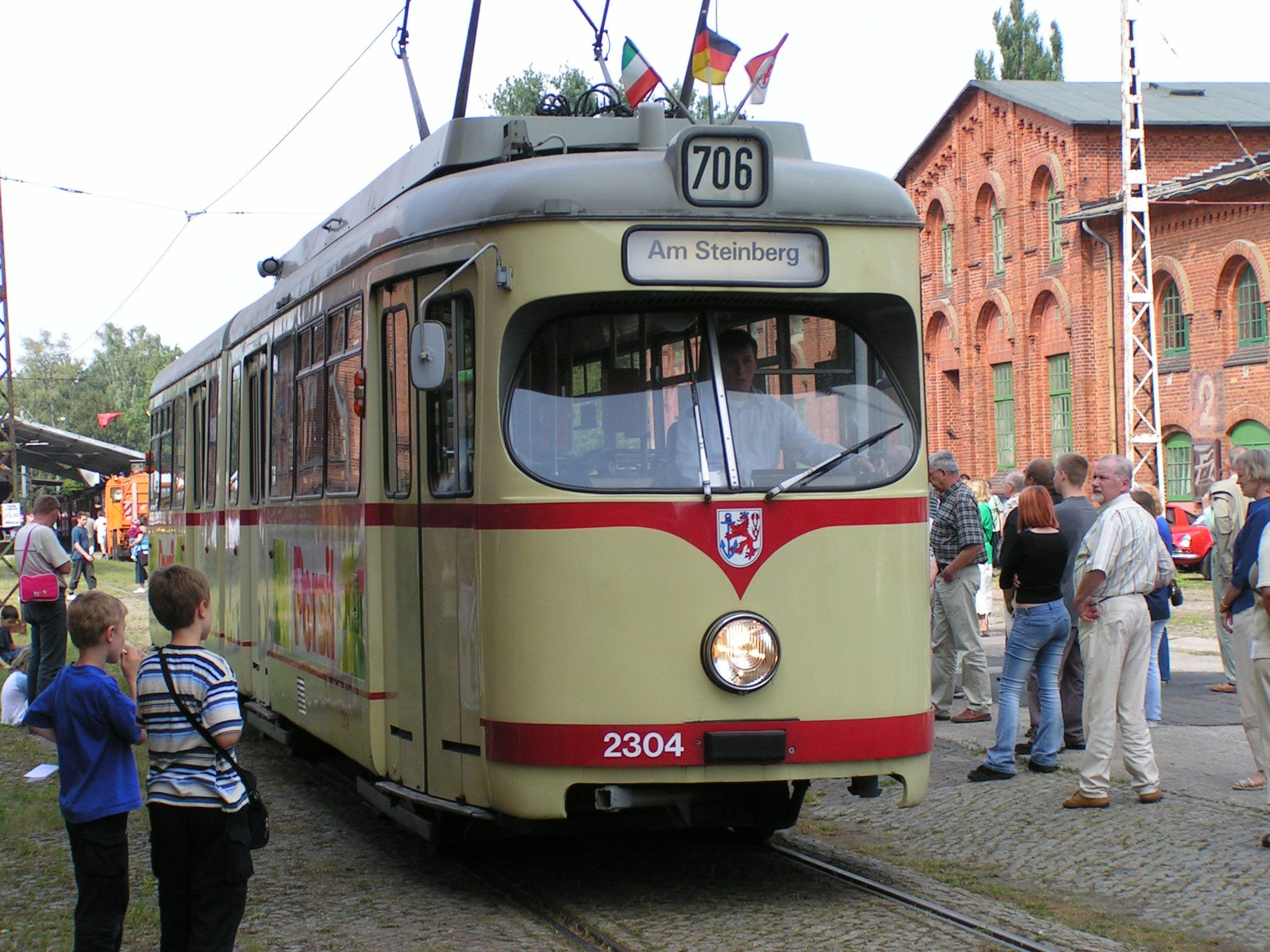
Gelenkwagen der Düsseldorfer Rheinbahn, seit 2010 wieder betriebsbereit

### Gelände
Das Kalibergwerk Hohenfels wurde von 1901 bis 1928 betrieben. Danach wurde es stillgelegt während der Schacht noch bis 1983 betriebsfähig erhalten blieb. Das Gelände diente ab 1937 als Munitionsanstalt Sehnde, in der Zwangsarbeiter eingesetzt wurden, die im angegliederten Arbeitslager untergebracht wurden. Nach dem Zweiten Weltkrieg wurde das Gelände bis 1966 von der britischen Armee genutzt, danach bis 1973 als Bundeswehrstandort.

### Straßenbahnmuseum
Der 1987 gegründete Trägerverein griff beim Aufbau des Museums auf eine bereits in den 1970er-Jahren begonnene Fahrzeugsammlung des in Konkurs gegangenen Vorgängervereins Deutsches Straßenbahn-Museum Hannover e. V. zurück. Ursprünglich waren mehr als 350 Straßenbahnen, Busse, O-Busse und Nutzfahrzeuge vorhanden. Bis 2016 wurde der Bestand auf rund 140 Schienenfahrzeuge reduziert. Viele Fahrzeuge sind an andere Museen, Verkehrsbetriebe und private Sammlungen abgegeben worden. Eine Verschrottung vieler Fahrzeuge fand auch statt. Dies war nötig, da durch Abstellzeiten im Freien von teilweise mehr als dreißig Jahren sich viele Fahrzeuge in einem schlechten Zustand befanden. Zudem gab es auch eine Reihe von Dubletten. Mitte 2016 waren circa 70 Fahrzeuge ausgestellt. Von diesen Wagen sind 17 Triebwagen und neun Beiwagen für den Personenverkehr betriebsbereit und zugelassen. Daneben sind einige Arbeitswagen einsatzbereit. Für den Betrieb und die Instandhaltung der Fahrzeuge und auch die Restaurierung weiterer Wagen steht dem Museum ein umfangreiches Ersatzteillager zur Verfügung, wobei die Teile größtenteils aus den verschrotteten Wagen stammen.
Trotz der großen Sammlung, die neben den Bahnen auch noch aus einigen Oberleitungsbusse, mehreren Diesel-Omnibusse und die für die Aufrechterhaltung des Betriebes benötigten Nutzfahrzeuge wie z. B. Turmwagen besteht, werden auch neue historische Fahrzeuge beschafft, wenn sie eine Lücke in der Sammlung füllen, ein schlechter erhaltenes ähnliches Fahrzeug ersetzen oder für den Fahrbetrieb einsetzbar sind.
Ein Problem des Museums sind fehlende geschützte Abstellplätze für die Exponate, die unter freiem Himmel schnell deutliche Verwitterungsspuren und Schäden erleiden. Anfang 2006 wurde eine seitlich offene Stahlleichtbauhalle als Carport errichtet. Von 2018 bis 2022 erfolgte der Bau einer kombinierten Werkstatt- und Abstellhalle mit 60 m Länge und fünf Gleisen.

## Betrieb
Vom Museum werden zum größten Teil die alten Gleisanlagen des ehemaligen Bergwerks in Normalspur (1435 mm) genutzt. Die Gleise wurden durch Neubauabschnitte erweitert. Zuletzt wurde im Jahr 2004 der erste Abschnitt der neuen Wendeschleife eröffnet, der die alten Kalibahn-Gleise mit einer Kurve verbindet, und 2005 der Lückenschluss der Oberleitung vollendet, so dass die erste Schleife fertiggestellt war. Die zweite, für den Betrieb von Einrichtungswagen notwendige Wendeschleife wurde Ende 2014 fertiggestellt und wurde im Sommer 2015 mit den zwei neuen Ankunftshaltestellen für den Fahrgastbetrieb eröffnet.
In das Streckennetz einbezogen ist auch ein Teil der früheren Verbindungsstrecke zum Bahnhof Algermissen an der Bahnstrecke Lehrte–Nordstemmen. Seit dem 11. August 2013 ist ein erstes Teilstück von ca. 1,1 km Länge elektrifiziert. Eine kurze Verlängerung wird seit April 2015 befahren. Der endgültige Endpunkt wird bei der Brücke über den Stichkanal Hildesheim sein. Der Bau der Oberleitung für das nächste Teilstück begann im Mai 2016, dessen Gleiskörper auf diesem Teilstück ist vorher noch komplett erneuert worden. Im Jahr 2021 wurde auf dieser Außenstrecke die gesamte Oberleitung entwendet, sodass sie nicht mehr befahren werden konnte. Nach Wiederherstellung der Fahrleitung konnte die Außenstrecke im Jahr 2024 wieder eröffnet werden.
Als besondere Attraktion bietet das Museum einmal im Monat die Möglichkeit, eine Straßenbahn eine Runde über das Museumsgelände selbst zu fahren. Dies ist mit einem Berliner Tatra-Wagen oder einem Hannoveraner TW6000 möglich.

## Fahrzeugsammlung
Die Fahrzeugsammlung konzentriert sich auf deutsche Straßenbahnen aus allen Epochen. Sie wird um einige ausländische Exponate, Arbeitsfahrzeuge und verwandte Fahrzeuge ergänzt, darunter Pferdebahnwagen, ein Wagen der Baureihe 00 der Wuppertaler Schwebebahn sowie ein restauriertes Exemplar der ersten Serie der Budapester Untergrundbahn von 1896. 2016 bis 2018 wurde der hannoversche Triebwagen 227 sowie der Beiwagen 1072 von den Mitgliedern des Vereins betriebsfähig restauriert.
2023 befinden sich in Aufarbeitung:
- Triebwagen 100 (Norrköping), DÜWAG, 1948
- Beiwagen 1699 (Rheinbahn) – DÜWAG, 1961